# Herredag
Ordet herredag er vistnok af svensk oprindelse og forekommer næppe i Danmark før i årene efter kong Hans' tronbestigelse (1481). Indtil Frederik 1.s er det ret sjældent og synes, ligesom det tilsvarende herremode fortrinsvis at være benyttet om møder, hvor rigsrådet forhandlede med det norske og svenske rigsråd eller med udsendinge fra Hansestæderne; dog kaldes den slags møder oftest blot dag eller mode.
Om man i den nærmest følgende tid, hvor møder af den ovennævnte art næsten hører op, ved herredag har forstået en bestemt klasse af rigsrådsmøder, er efter de foreliggende oplysninger tvivlsomt, men sandsynligheden taler dog ikke derfor, og i hvert fald var man endnu ikke nået til at herredagen i forbindelse med rettertinget. Senere i det 16. århundrede og i den følgende tid indtil 1660 forstod man derimod ved herredag et møde mellem kongen og rigsrådet som – om ikke udelukkende, så dog først og fremmest – var bestemt til afholdelse af det kongelige retterting, og som i den anledning forud kundgjordes i alle landsdele for at folk i tide kunne udtage stævninger. 
Herredag og retterting var altså måske ikke ligefrem synonyme begreber, idet konge og rigsråd lejlighedsvis afsagde domme uden for herredagen og der på denne også drøftedes politiske anliggender, men forbindelsen mellem dem var dog så nær, at de i terminologien ikke altid holdtes ude fra hinanden. Det var også med henblik på retsplejens område at der efterhånden dannede sig den opfattelse, at der skulle holdes herredag en gang om året. Denne opfattelse møder vi allerede under Frederik 2., da kongen 1571 og igen 1576 erklærer at han vil holde herredag hvert år trinitatis søndag, og den finder på ny udtryk i en beretning af rigsrådet 1588, for endelig ved Frederik 3.s håndfæstning af 1648 at få egentlig lovhjemmel. Strengt overholdt blev reglen dog aldrig, og navnlig tiden 1596-1630 var der mange år hvor der ikke afholdtes herredag, men på den anden også enkelte hvor der var to herredage på et år. Tidspunktet var heller ikke altid trinitatis søndag men faldt dog som regel om foråret eller forsommeren. Stedet var under Christian 4. med få undtagelser København, mens tidligere også andre byer, navnlig Odense kom i betragtning. 
Herredagen frembyder i flere henseender lighed med middelalderens danehoffer. Ligesom danehoffet skulle herredagen afholdes en gang hvert forår efter forudgående kundgørelse, og ligesom danehoffet var den rigets højesteret og holdtes netop fortrinsvis for retsplejens skyld. Derimod adskilte den sig fra sin forgænger ved ikke at være et almindeligt adelsmøde, men kun et møde af rigsrådet. Ganske vist blev også andre, f.eks. repræsentanter for borgerstanden indkaldte til herredag, men dette skete da kun for at rigsrådet kunne forhandle med dem, og nogen stemme ved sagernes afgørelse havde de ikke, så lidt som de nogensinde tog del i den dømmende myndighed. Kun fra perioden 1523-1536 foreligger der vidnesbyrd om at adelens nærværelse ansås for hørende med til en herredag, og det er derfor næppe muligt blot at betragte herredagen som en fortsættelse af danehoffet, der blot efterhånden var blevet indsnævret fra et adels- til et rådsmøde. Imellem 1413 da det sidste danehof holdtes, og herredagens fremtræden i dens endelige skikkelse, er der et langt tidsrum fra hvilket der ikke kendes møder af den nævnte specifikke karakter, og hermed stemmer det meget godt at kongens dømmende myndighed i århundredet før reformationen ikke synes udøvet i så faste former, som siden hen. Selv om herredagen altså ikke er en decideret videreudvikling af danehoffet, er det ikke udelukket at erindringen om danehoffet har spillet en rolle for etableringen af den, hvorfor den også undtagelsesvis netop benævnes som danehof. Dette sker første gang i 1524, senere på ny 1588 og 1648. Herredagen holdtes sidste gang 1656. Efter 1660 bortfaldt dens politiske funktion sammen med rigsrådet, og som domstol fik den 1661 en afløser i højesteret, der dog videreførte sin procesmåde og enkelte ydre former fra den. Ligeledes brugte man under hele enevælden om højesterets højtidelige åbning hvert forår (der svarede til den ældre tids "udblæsning" af herredagen) populært udtrykket "at ride herredagen ind".